# 이시이 겐타
이시이 겐타(일본어: 石井 健太, 1987년 12월 8일 ~ )는 일본의 축구 선수이다.

## 구단 경력
과거 혼다 록, 카마타마레 사누키, 테게바자로 미야자키에서 활동하였다.